# Vanadyl(IV) ferrocyanide
Vanadyl(IV) ferrocyanua là một hợp chất vô cơ có công thức hóa học (VO)2Fe(CN)6. Dạng khan của hợp chất có màu lục, không tan trong nước.

## Điều chế
Nó có thể được điều chế bằng phản ứng giữa lithi ferrocyanua và vanadyl(IV) sunfat trong dung dịch.
Li4Fe(CN)6 + 2VOSO4 → (VO)2Fe(CN)6↓+ 2Li2SO4

## Tính chất hóa học
Decahydrat của (VO)2Fe(CN)6 bị phân hủy nhiệt thành đihydrat, và sau đó phân hủy như sau:
3(VO)2Fe(CN)6·2H2O → 6VO2 + Fe2Fe(CN)6 + 12HCN
Trên 561 °C (1.042 °F; 834 K), Fe2Fe(CN)6 tiếp tục bị phân hủy thành Fe và (CN)2.